# Rotwang muß weg!
Rotwang muß weg! ist ein parodistisch-ironischer deutscher Spielfilm mit Kriminal- und Komödien-Elementen aus dem Jahr 1994. Regie führte der ehemalige Filmkritiker Hans-Christoph Blumenberg, eine der Hauptrollen dieses Ensemblefilms übernahm Udo Kier.

## Handlung
„Rotwang muß weg!“, findet seine Gattin angesichts der ständigen Fremdgeherei ihres treulosen Gatten, eines Wirtschaftsmagnaten und Politprofis im Umfeld Helmut Kohls, der ihn an die Spitze der Treuhand holte. Doch ein Motiv muss gefunden werden, sodass der Verdacht nicht sogleich auf Clarissa Rotwang fällt. Was liegt da näher, als ihn als Opfer des RAF-Terrors dastehen zu lassen? Sebastian Rotwang hatte so manche Feinde. Neben dem RAF-Aussteiger und heutigen Mode-Guru Arthur Eigenrauch bietet sich auch der BKA-Mann Ringeltaub und ein ehemaliger Stasi-Agent an, denn so mancher hatte seinen Grund, Rotwang loswerden zu wollen.
In eigenwilligen Rückblenden mit Happening-Charakter erzählt der Film die Vorgeschichte des Verbrechens und beschreibt die skurrilen Motive, die zu der Bluttat führen könnten. So zitiert Blumenberg etwa mit einer Treppen- und Kinderwagen-Momentaufnahme in einem Park, wo Rotwangs etwaige Mörder auf ihr Opfer lauern, die legendären Kinderwagen-Szenen aus Sergej Eisensteins Panzerkreuzer Potemkin und Brian De Palmas Die Unbestechlichen. Auch die auftauchenden Dinosaurier sind hier aus Plastik und lediglich Filmzitate, die Steven Spielbergs Jurassic-Park-Blockbuster entnommen wurden.

## Produktionsnotizen
Rotwang muß weg!, konzipiert als eine leichtfüßige, muntere Stilübung in Sachen Film, entstand 1993/94 in nur 13 Drehtagen mit einem mageren Budget von 390.000 DM und wurde am 28. Oktober 1994 im Rahmen der Hofer Filmtage uraufgeführt. Massenstart war der 1. Dezember 1994.
Stefan Heine entwarf die Filmbauten, Nadia Schröer und einige weitere Personen zeichneten für die Kostüme verantwortlich. Patrick Brandt übernahm die Produktionsleitung.

## Kritiken
„‚Rotwang muß weg!‘ klotzt für einen Kleckerbetrag und beweist mit dem Übermut der Verzweiflung, was alles möglich ist, wenn längst nichts mehr geht. Nicht nur, daß eine Handvoll Schauspieler, die als Talking Heads den Plot in die Kamera hineinsprechen, ausgestattet mit Klamotten von befreundeten Modeschöpfern, ein bißchen Kinderspielzeug, kalter Schinkenwurst, einem Tennisschläger und einem Laptop, Unterhaltung vom Feinsten bieten. Nein, diese ‚etwas andere Komödie‘ (Eigenwerbung) verhandelt endlich jene brisanten nationalen Themen, die wir im Kino so schmerzlich vermissen. (…) Blumenbergs Kino findet im Kopf statt. ‚Rotwang muß weg!‘ ist ein Angriff des Intellekts auf die Massenware Film, die Rache des Cineasten an allen Dinos der Branche. Tell me lies: Die Wahrheit wäre das Eingeständnis der Ohnmacht. Dann lieber ein Attentat.“

„Die Ironie, mit der Blumenberg, der das Kino liebt und liebend gern auch aufwendiger lieben würde, an die Sache herangeht, nennt man Galgenhumor. Der macht aus der Not seine Witze. Und die sind auch noch komisch. Manchmal schrecklich komisch. Vor allem aber sind es Witze, die auf intelligente Art mit dem Wesen des Films und des Kinos spielen. So wie dieser Film sich, in lustiger Verzweiflung, über das Kino lustig macht, so haben sich Pirandello oder (vielleicht eine Nummer kleiner, Blumenberg näher und komischer) Molnar über das Theater hergemacht – alle schlagen sie aus der Unzulänglichkeit und Eitelkeit ihres Mediums ihre erhellenden Pointen: Die Kulissen wackeln, die Kamera wackelt, man genießt die Perfektion des Imperfekten.“

„Eine von Fabulierlust geprägte schwarze Komödie, die deutsch-deutsche Geschichte ebenso Revue passieren läßt wie deutsche Filmwirklichkeit. Ein kleiner, intelligenter Film mit vielen Brüchen, der Vergnügen bereitet und gut unterhält.“

„Das Experiment ist halbwegs gelungen. (…) Die Crux der Inszenierung ist Blumenbergs Arbeit mit den Schauspielern, von denen mache schon früher Großes vollbracht haben (etwa Ulrich Tukur), andere aber auch noch nie gut, geschweige denn besser als hier waren (beispielsweise Jochen ‚Palu‘ Senf und Udo Kier).“